# Gavro Manojlović
Gavro Manojlović (Zadar, 27. listopada 1856. – Zagreb, 1. studenoga 1939.) bio je hrvatski povjesničar i akademik.

## Životopis
Gavro Manojlović rođen je u Zadru. Studirao je u Zagrebu i Beču, gdje je 1896. doktorirao filozofiju povijesti i klasičnu filologiju. Od 1880. godine radio je kao srednjoškolski profesor u Zagrebu, Požegi i Osijeku. Od 1902. godine bio je redoviti profesor opće povijesti staroga vijeka na Filozofskome fakultetu u Zagrebu. Bavio se proučavanjem povijesti staroga vijeka, bizantologijom, filozofijom povijesti, a pisao je i udžbenike.
U dva navrata, od 1908. do 1910. i od 1913. do 1918. godine bio je zastupnik Hrvatsko-srpske koalicije u Hrvatskom saboru.
Od 1908. godine redoviti je član, a do 1924. do 1933. godine predsjednik Jugoslavenske akademije znanosti i umjetnosti (sadašnji HAZU). Osnovao je Orijentalnu zbirku JAZU-a.
Bio je urednik lista za mlade Pobratim i Nastavnog vjesnika.

## Djela
- Mladi dani Veljkovi (1880.), zbirka pjesama
- O godini prijenosa sv. Anastazije u Zadar (1901.)
- Jadransko pomorje IX. stoljeća : u svjetlu istočno-rimske (bizantinske) povijesti (1902.)
- Povijest staroga Orijenta (1923.)
- Sile pokretnice i pravilnosti u univerzalnoj historiji (1927.)

## Vanjske poveznice
Mrežna mjesta
- Manojlović, Gavro, Hrvatski biografski leksikon
- Povijest staroga Orijenta, knjiga I., svezak II.